# Kościół św. Jakuba Apostoła w Bronikowie
Kościół św. Jakuba Apostoła w Bronikowie – rzymskokatolicka świątynia filialna zlokalizowana we wsi Bronikowo (powiat wałecki). Należy do parafii  św. Katarzyny w Marcinkowicach i dekanatu Mirosławiec.

## Historia i architektura
Świątynię konstrukcji szkieletowej z muru pruskiego wzniesiono w 1775 dla lokalnej społeczności protestanckiej. Kościół jest salowy, zbudowany na planie prostokąta, a prezbiterium trójbocznie zamknięte znajduje się od północy. Od południa dobudowana jest wieża na rzucie kwadratu, kryta dachem namiotowym. Zakrystia i kruchta zlokalizowane są w bocznych aneksach. Obiekt nie jest orientowany. 

## Wyposażenie
We wnętrzu wiszą obrazy: Chrystus na Górze Oliwnej oraz Św. Jakub Starszy. Z czasu budowy świątyni pochodzą rokokowe: ambona i balustrada ołtarzowa. Sam ołtarz reprezentuje nurt ludowego rokoka. Dzwon kościelny pochodzi z 1770.